# Moritz Netenjakob

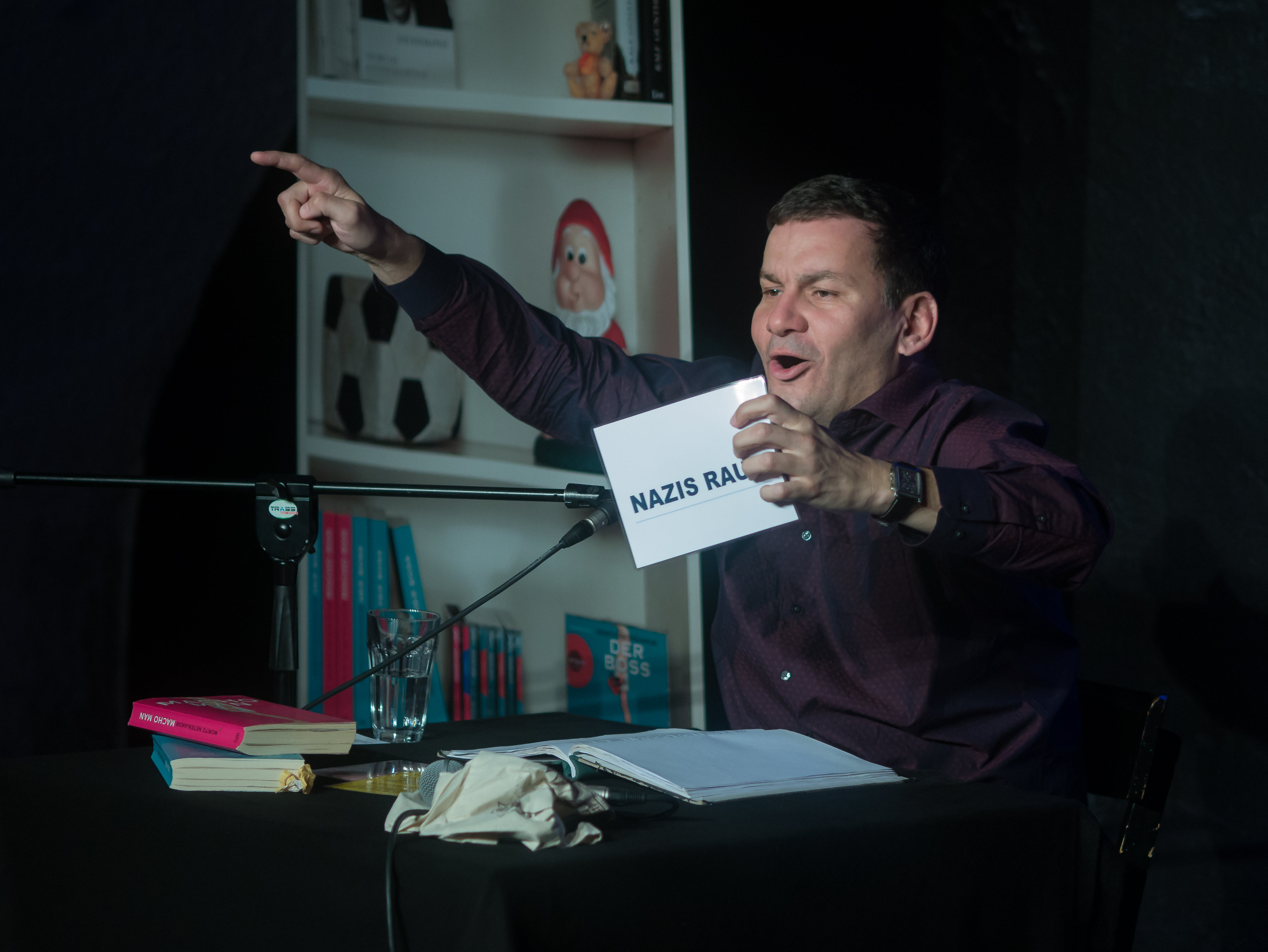
Moritz Netenjakob am 7. Oktober 2016 im Kleinkunstkreis Donaueschingen

Moritz Netenjakob (* 1970 in Köln) ist ein deutscher Autor. Er arbeitet auch als Comedian und Kabarettist.

## Werdegang
Ab 1991 arbeitete er als Autor und Gagschreiber u. a. für Hurra Deutschland, später für Die Wochenshow und für Ladykracher. Er schrieb auch eine Reihe von Drehbüchern für die Serien Anke und Stromberg. Von ihm stammen darüber hinaus Scripts für das Format Switch.
Netenjakob schrieb auch Soloprogramme für andere Künstler, z. B. für seinen Schwager Serhat Doğan.
Als Comedian ist er häufig in den Sendungen Quatsch Comedy Club und NightWash zu sehen. Im Dezember 2009 trat er am 18. Arosa Humor-Festival auf. Sein eigenes Soloprogramm ist als Hörbuch bei Random House Audio erschienen.
Im Februar 2009 veröffentlichte er im Verlag Kiepenheuer & Witsch seinen Romanerstling Macho Man, der es auf die SPIEGEL-Bestsellerliste schaffte. Für die Verfilmung 2015 schrieb er das Drehbuch. 2006 erhielt er für seine Mitarbeit an den Stromberg-Drehbüchern den Adolf-Grimme-Preis.
Zusammen mit Dietmar Jacobs schrieb Netenjakob im Jahr 2019 die Komödie Extrawurst sowie 2021 das Musical Himmel und Kölle (Musik Andreas Schnermann).

## Privates
Er ist der Sohn des Publizisten und Übersetzers Egon Netenjakob und der Journalistin Doris Netenjakob. Er lebt in Köln und ist seit 2003 mit der Schauspielerin Hülya Doğan-Netenjakob verheiratet.

## Romane
- 2009 – Macho Man (Kiepenheuer & Witsch, auch als Hörbuch), ISBN 978-3462040203
- 2012 – Der Boss (Kiepenheuer & Witsch, auch als Hörbuch), ISBN 978-3462043877
- 2014 – Mit Kant-Zitaten zum Orgasmus (Kiepenheuer & Witsch, auch als Hörbuch), ISBN 978-3-462-04706-6
- 2017 – Milchschaumschläger (Kiepenheuer & Witsch, auch als Hörbuch), ISBN 978-3-462-04881-0

## Bühne (Auswahl)
- 2012: Der Boss
- 2015: Macho Man
- 2018: Der Partyprofi
- 2019: Extrawurst (Co-Autor Dietmar Jacobs)
- 2020: Himmel und Kölle – Das Köln-Musical (Co-Autor Dietmar Jacobs)
- 2022: Old School. Satirisches Zwei-Personen-Musical (mit Musik von Christoph Eisenburger)
- 2024: Kalter weißer Mann (Co-Autor: Dietmar Jacobs)